# Iulius Severinus

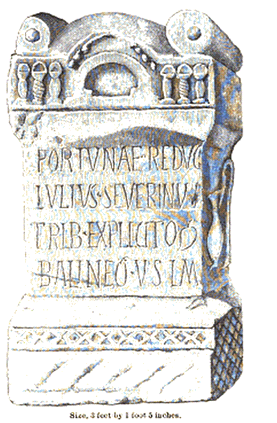
Die Weihinschrift

Iulius Severinus (sein Praenomen ist nicht bekannt) war ein im 3. Jahrhundert n. Chr. lebender Angehöriger des römischen Ritterstandes (Eques).
Durch eine Weihinschrift, die bei Cappuck gefunden wurde und die auf 201/300 datiert wird, ist belegt, dass Severinus Tribun war und eine vexillatio Raetorum Gaesatorum kommandiert hat. Laut John Spaul war er Tribun der Cohors I Vangionum, die in der Provinz Britannia stationiert war. Beim Kastell Habitancum wurde noch eine weitere Weihinschrift gefunden, die laut RIB ebenfalls von Severinus errichtet wurde.